# Hugh Maynard
Hugh Anthony Maynard (Birmingham, 27 marzo 1975) è un attore britannico.

## Biografia
Nato nel Regno Unito da una famiglia grenadina, Hugh Maynard fu preso in custodia dai servizi sociali della città di Birmingham a pochi mesi d'età, in seguito all'abbandono della madre e le negligenze del padre; Maynard fu finalmente adottato all'età di otto anni e si trasferì con la nuova famiglia a Torbay.
Dopo gli studi all'università di Bath e all'Academy of Live and Recorded Arts di Londra, Maynard fece il suo debutto sulle scene londinesi nel 1997, in un revival di Jesus Christ Superstar in cui interpretava l'apostolo Giacomo ed era il sostituto per il co-protagonista Giuda. Nel 1999 fu il protagonista Simba nel musical The Lion King, sempre al Lyceum Theatre del West End londinese, mentre l'anno successivo interpretò Clopin nella prima britannica dell'opera popolare di Riccardo Cocciante Notre-Dame de Paris in scena al Dominion Theatre di Londra. Nel 2001 tornò a cantare in Jesus Christ Superstar, questa volta in una tournée britannica in cui interpretava Simone lo Zelota. Nel 2002 recitò in un adattamento semi-scenico di Follies alla Royal Festival Hall e nel musical dei Queen We Will Rock You.
Nel 2004 si unì al tour inglese di Miss Saigon nel ruolo di John, mentre nel 2006 recitò ancora sulle scene londinesi in Dancing in the Street all'Aldwych Theatre. Nel 2009 cantò nel musical Sister Act al London Palladium, mentre nel 2014 tornò ad interpretare John nel primo revival del West End di Miss Saigon, in cartellone al Prince Edward Theatre. Nel 2016 interpretò il protagonista Sweeney Todd nel musical di Stephen Sondheim Sweeney Todd: The Demon Barber of Fleet Street al Derby Theatre, mentre nel dicembre dello stesso anno cantò in un adattamento concertistico del musical A Christmas Carol al Lyceum Theatre del West End. Nel 2022 ha interpretato Giuda in Jesus Christ Superstar nell'Essex.